# Каменковский сельсовет
Каменковский сельсовет — упразднённая 1 июля 2013 года административная единица на территории Узденского района Минской области Белоруссии.

## Географическое положение
Сельский совет располагался в юго-западной части Узденского района, граничил с Лошанским, Узденским, Семеновичским сельсоветами, а также с Копыльским районом. Бывший административный центр сельсовета — агрогородок Войково — находится в 20 км от районного центра города Узда и в 100 км от областного центра — города Минска.

## Состав
Каменковский сельсовет включал 21 населённый пункт:
- Адринищи — деревня.
- Ануфрово — деревня.
- Вирково — деревня.
- Войково — агрогородок.
- Воротищи — деревня.
- Глинки — деревня.
- Городок — деревня.
- Жачково — деревня.
- Каменое — деревня.
- Конопельки — деревня.
- Лески — деревня.
- Мрочки — деревня.
- Новосады — деревня.
- Паледи — деревня.
- Рачица — деревня.
- Слободской Чашин — деревня.
- Смоляры — деревня.
- Старые Морги — деревня.
- Сутки — деревня.
- Чашин — деревня.
- Чемеричное — деревня.

## Производственная сфера
- РСУП «Совхоз „Городок“»
- Ледовый Дворец Спорта «Партиком»

## Социально-культурная сфера
Медицинскую помощь населению сельсовета оказывала Городокская врачебная амбулатория.
Обучение и воспитание детей осуществлялось в УО «Сутковская средняя школа-сад».
Учреждения культуры: Каменковский сельский Дом культуры, Каменковская библиотека, Вирковская библиотека-клуб, бригадный клуб деревни Глинки.